# Bőrgyógyászat
A bőrgyógyászat vagy dermatológia az orvostudomány azon ága, amely a bőr megbetegedéseivel, azok tünet- és kóroktanával, illetve gyógykezeléseivel foglalkozik. Klinikai módszereiben több ponton érintkezik a szövettannal, a bakteriológiával, a virológiával, a mikológiával és a szerológiával, valamint az allergiás kórképek kezelése révén az allergológiával is. Hagyományosan a bőrgyógyászat tágabban értelmezett keretein belül kezelik a szexuális úton terjedő betegségekkel (sztb) foglalkozó venerológiát is, aminek magyarázata, hogy ezen betegségek első tünetei a bőrön, illetve a nyálkahártyákon figyelhetőek meg.
Alapvető bőrbetegség-leírások, bőrgyógyászati eljárások és kezelések ismertek már az ókortól kezdve. Az első kifejezetten bőrgyógyászati könyvként számon tartott mű az itáliai Geronimo Mercurali 1572-ben írt, De morbis cutaneis című könyve. Az orvostudomány  újkori specializálódásakor a belgyógyászat része volt, a 19. században különült el, és vált önálló orvosi és tudományággá.

## Bőrgyógyászat Magyarországon
Magyarországon szintén a 19. században teremtették meg a dermatológiai szakképzés egyetemi műhelyeit, nyitották meg az egyes kórházak bőrgyógyászati osztályait. Élen járt ebben a munkában a Budapesti Tudományegyetem bőr- és nemikórtani klinikáját megszervező Schwimmer Ernő Lajos (1839–1898), valamint a bőrgyógyászat első magyarországi nyilvános rendes egyetemi tanára, a bőr daganatos és vírusos megbetegedéseit kutató Géber Ede (1840–1890). Jeles kortársaik között említendő a bőrtuberkulózis összefüggéseit felismerő Poór Imre (1823–1897), a korszerű bőrgyógyászati vizsgálatokat meghonosító Havas Adolf (1854–1917), a szifilisz kórtanát kutató Róna Sámuel (1857–1910), a bőrszövettani vizsgálatokat tökéletesítő Marschalkó Tamás (1862–1915), az allergiás bőrgyulladások kóroktanát és diagnosztikáját új alapokra helyező Török Lajos (1863–1945).
A 20. században végleg kiépültek a bőrgyógyászat szervezeti-oktatási keretei. Magyarország valamennyi orvosi egyetemén folyt dermatológiai szakképzés, megalakult a Magyar Dermatológiai Társulat, 1925-ben megindult a társaság folyóirata, a Bőrgyógyászati és Venerológiai Szemle. Oláh Dániel (1891–1954) az 1949-ben felállt Országos Orvosmikológiai Állomás első vezetőjeként továbbfejlesztette a bőrgombásodás diagnosztikáját, illetve megszervezte az országos mikológiai szűrővizsgálatokat, Flórián Ede (1916–1984) irányításával létrehozták a bőrmikológiai laboratóriumok országos hálózatát. 1952-ben a fővárosban felállították az Országos Bőr- és Nemikórtani Intézetet, 1965-ben rendezték meg az első magyarországi nemzetközi bőrgyógyászati kongresszust.
A magyarországi dermatológia és venerológia legjelesebb 20. századi alakjai az általános bőrgyógyászattal és a vérbaj visszaszorításával foglalkozó id. Nékám Lajos (1868–1957), a szifilisz, a bőrrák, a pemfigusz és a körömbetegségek kórtanával foglalkozó Guszmann József (1875–1956), a bőr hólyagos megbetegedéseit és a venereás betegségeket tanulmányozó Földvári Ferenc (1895–1981), valamint a vérbaj diagnózisa és kezelése terén kiemelkedő munkásságot kifejtő Király Kálmán (1919–1978) volt. A funkcionális bőrgyógyászati vizsgálatok meghonosítása Poór Ferenc (1871–1936), a bőr kiválasztómechanizmusának feltárása, továbbá az erythema típusú kórképek leírása Beck Soma (1872–1930) nevéhez fűződik. Neuber Ede (1882–1946) és Ballagi István (1893–1955) a bőrgombásodás-vizsgálatok terén végzett kiemelkedő munkásságot, Heiner Lajos (1889–1943) a kankó és a szifilisz gyógykezelésében, Melczer Miklós (1891–1985) pedig a virológiai bőrgyógyászat terén ért el számottevő eredményeket. A második világháborút követő évtizedekben Rajka Ödön (1890–1971) új – mikrobiológiai és fénybiológiai – alapokra helyezte az allergiás kórképek vizsgálatát, Szodoray Lajos (1904–1980) úttörő jellegű vizsgálatokat végzett a bőr sejtszintű anatómiája és hisztokémiája, Daróczy Pál (1931–1980) a bőrben zajló élettani folyamatok és anyagforgalom vizsgálata kapcsán. Venkei Tibor (1906–1983) a bőrrák kutatása, Thoroczkay Miklós (1907–1970) a bőr-sugárkezelés fejlesztése, ifj. Nékám Lajos (1909–1967) a hormonális bőrgyógyászati kutatások terén alkotott maradandót. Főként Schlammadinger József (1898–1975) és Valér Márton (1904–1976) kutatásai, kezdeményezése nyomán új szervezeti alapokra helyezték a foglalkozás-egészségügyi bőrgyógyászati vizsgálatokat.
Földvári Ferenc tanítványaként ismerkedett meg részletesebben a bőrgyógyászattal dr. Masszi József professzor (1931-) is, aki az addig gyógyíthatalan pemphigus gyógyítását dolgozta ki a világon először.